# Lacres
Lacres est une commune française située dans le département du Pas-de-Calais en région Hauts-de-France. Ses habitants sont appelés les Lacrois. La commune est membre de la communauté de communes de Desvres - Samer.
Le territoire de la commune est situé dans le parc naturel régional des Caps et Marais d'Opale.

## Géographie

### Localisation
Localisée dans l’ouest du département du Pas-de-Calais, Lacres est une commune située, à vol d'oiseau, à 4 km au sud de la commune de Samer, à 13 km des plages de la Côte d'Opale et à 17 km au sud-est de la commune de Boulogne-sur-Mer (aire d'attraction, chef-lieu d'arrondissement).
Le territoire de la commune est limitrophe de ceux de cinq communes.
Les communes limitrophes sont  Doudeauville, Hubersent, Parenty, Samer et Tingry.

### Géologie et relief
La superficie de la commune est de 8,23 km2 ; son altitude varie de 75  à   193 m.

### Hydrographie
La commune est située dans le bassin Artois-Picardie. Elle n'est drainée par aucun cours d'eau,.

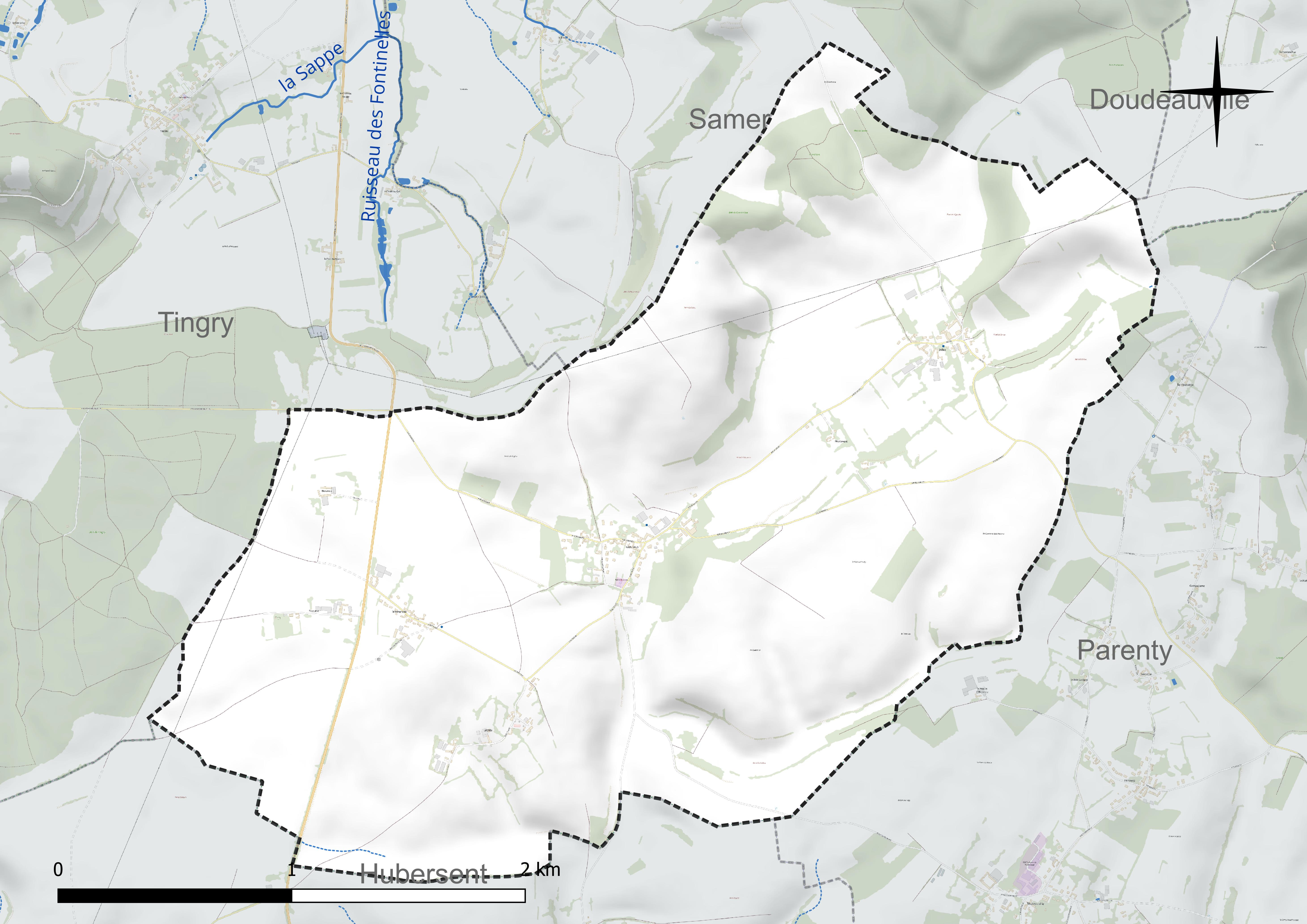
Réseau hydrographique de Lacres.

### Climat
Pour des articles plus généraux, voir Climat des Hauts-de-France et Climat du Pas-de-Calais.
En 2010, le climat de la commune est de type climat océanique franc, selon une étude du CNRS s'appuyant sur une série de données couvrant la période 1971-2000. En 2020, Météo-France publie une typologie des climats de la France métropolitaine dans laquelle la commune est exposée à un climat océanique et est dans la région climatique Côtes de la Manche orientale, caractérisée par un faible ensoleillement (1 550 h/an) ; forte humidité de l'air (plus de 20 h/jour avec humidité relative > 80 % en hiver), vents forts fréquents.
Pour la période 1971-2000, la température annuelle moyenne est de 10,2 °C, avec une amplitude thermique annuelle de 13,1 °C. Le cumul annuel moyen de précipitations est de 885 mm, avec 13 jours de précipitations en janvier et 9 jours en juillet. Pour la période 1991-2020, la température moyenne annuelle observée sur la station météorologique la plus proche, située sur la commune du Touquet-Paris-Plage à 15 km à vol d'oiseau, est de 11,2 °C et le cumul annuel moyen de précipitations est de 888,8 mm,. Pour l'avenir, les paramètres climatiques de la commune estimés pour 2050 selon différents scénarios d'émission de gaz à effet de serre sont consultables sur un site dédié publié par Météo-France en novembre 2022.

### Paysages
Pour un article plus général, voir Paysage en France.
La commune est située dans le « paysage montreuillois » tel que défini dans l'atlas des paysages de la région Nord-Pas-de-Calais, conçu par la direction régionale de l'Environnement, de l'Aménagement et du Logement (DREAL),. Ce paysage, qui concerne 98 communes, se délimite : à l'Ouest par des falaises qui, avec le recul de la mer, ont donné naissance aux bas-champs ourlées de dunes ; au Nord par la boutonnière du Boulonnais ; au sud par le vaste plateau formé par la vallée de l'Authie, et à l'Est par les paysages du Ternois et de Haut-Artois. Ce paysage régional, avec, dans son axe central, la vallée de la Canche et ses nombreux affluents comme la Course, la Créquoise, la Planquette…, offre une alternance de vallées et de plateaux, appelée « ondulations montreuilloises ». Dans ce paysage, et plus particulièrement sur les plateaux, on cultive la betterave sucrière, le blé et le maïs, et les plateaux entre la Ternoise et la Créquoise sont couverts de vastes massifs forestiers comme la forêt d'Hesdin, les bois de Fressin, Sains-lès-Fressin, Créquy….

### Milieux naturels et biodiversité

#### Espace protégé
La protection réglementaire est le mode d'intervention le plus fort pour préserver des espaces naturels remarquables et leur biodiversité associée.
Dans ce cadre, la commune fait partie d'un espace protégé : le parc naturel régional des Caps et Marais d'Opale, d'une superficie de 132 499 ha réparties sur 154 communes, géré par le syndicat mixte d'aménagement et de gestion du parc naturel régional des Caps et Marais d'Opale.

#### Zones naturelles d'intérêt écologique, faunistique et floristique
L'inventaire des zones naturelles d'intérêt écologique, faunistique et floristique (ZNIEFF) a pour objectif de réaliser une couverture des zones les plus intéressantes sur le plan écologique, essentiellement dans la perspective d'améliorer la connaissance du patrimoine naturel national et de fournir aux différents décideurs un outil d'aide à la prise en compte de l'environnement dans l'aménagement du territoire.
Le territoire communal comprend deux ZNIEFF de type 1 : 
- le bois de l'Eperche, le coteau de Longfossé et la pelouse du Molinet. Ce site appartient au complexe écologique constitué par la cuesta crayeuse du haut Boulonnais[14] ;
- le coteau crayeux de Nesles-Verlincthun, le bois de Tingry et la motte féodale, d'une superficie de 664 ha et d'une altitude variant de 90  à   173 mètres. Ce site appartient au complexe écologique de la cuesta du Boulonnais[15].

et deux ZNIEFF de type 2 : 
- la vallée de la Course. Elle se situe dans le pays de Montreuil et plus précisément dans l'entité paysagère des ondulations montreuilloises[16] ;
- la cuesta du Boulonnais entre Neufchâtel-Hardelot et Colembert. Cette ZNIEFF marque la séparation entre les terrains du Jurassiques du Bas-Boulonnais et les plateaux crayeux des hautes terres Artésiennes[17].

Carte des ZNIEFF de type 1 et 2 sur la commune
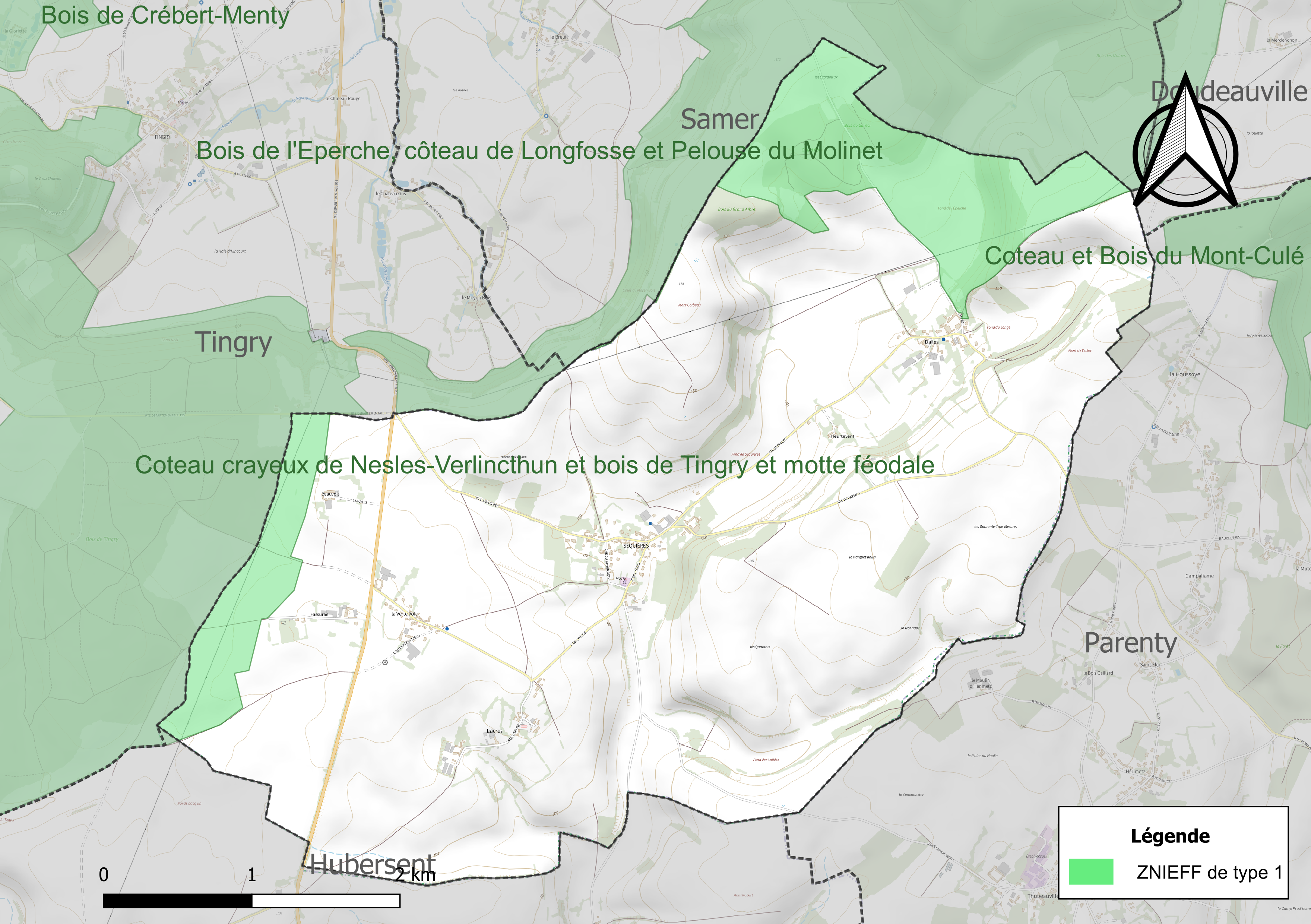
Carte des ZNIEFF de type 1 sur la commune.
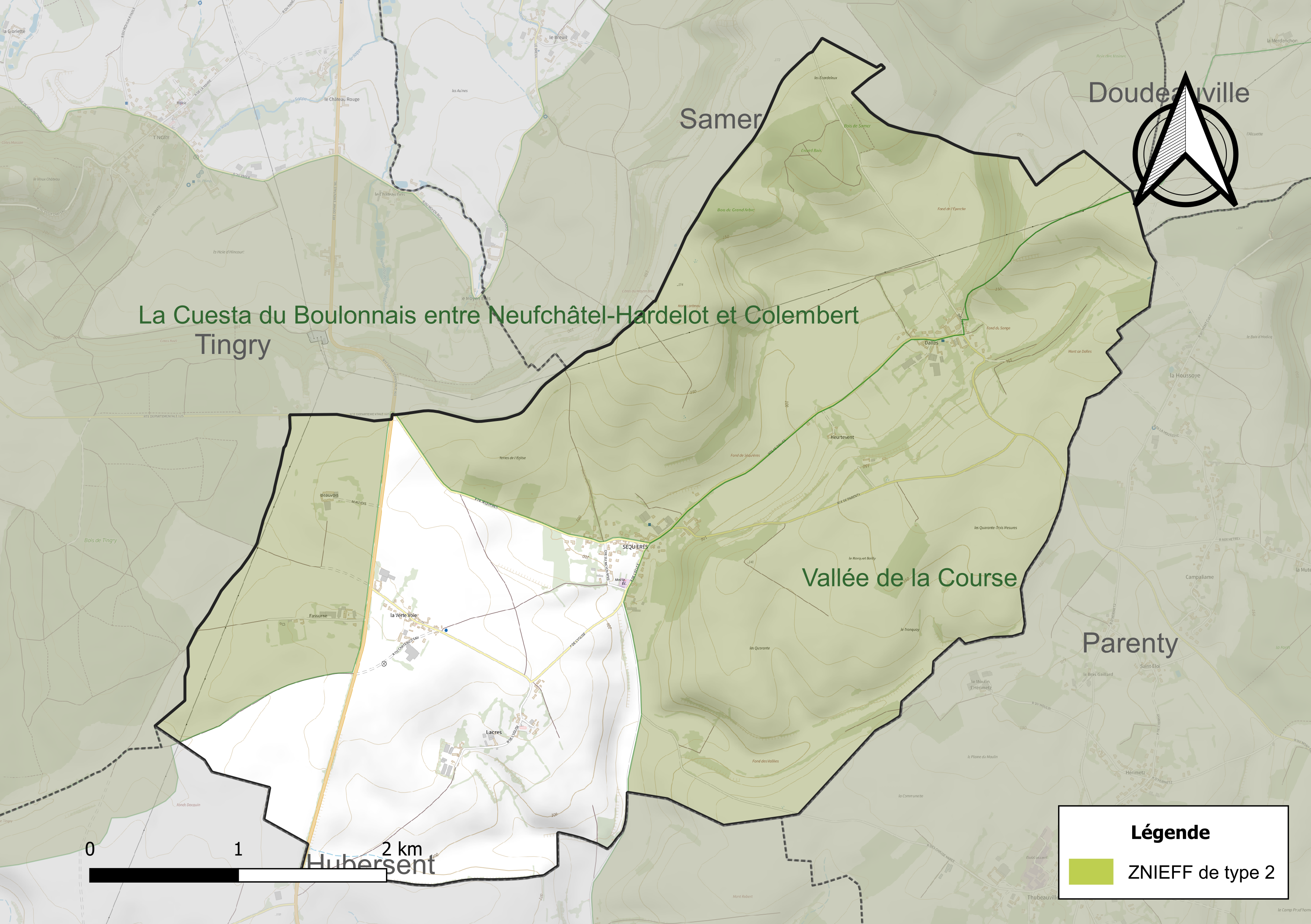
Carte des ZNIEFF de type 2 sur la commune.

#### Espèces faunistiques et floristiques
L'Inventaire national du patrimoine naturel (INPN) recense plusieurs espèces faunistiques et floristiques sur le territoire de la commune dont certaines sont protégées et d'autres menacées et quasi-menacées.

## Urbanisme

### Typologie
Au 1er janvier 2024, Lacres est catégorisée commune rurale à habitat très dispersé, selon la nouvelle grille communale de densité à sept niveaux définie par l'Insee en 2022.
Elle est située hors unité urbaine. Par ailleurs la commune fait partie de l'aire d'attraction de Boulogne-sur-Mer, dont elle est une commune de la couronne,. Cette aire, qui regroupe 80 communes, est catégorisée dans les aires de 50 000 à moins de 200 000 habitants,.

### Occupation des sols
L'occupation des sols de la commune, telle qu'elle ressort de la base de données européenne d'occupation biophysique des sols Corine Land Cover (CLC), est marquée par l'importance des territoires agricoles (96,9 % en 2018), une proportion identique à celle de 1990 (96,9 %). La répartition détaillée en 2018 est la suivante : 
terres arables (68,1 %), prairies (17,7 %), zones agricoles hétérogènes (11,1 %), forêts (3,1 %). L'évolution de l'occupation des sols de la commune et de ses infrastructures peut être observée sur les différentes représentations cartographiques du territoire : la carte de Cassini (XVIIIe siècle), la carte d'état-major (1820-1866) et les cartes ou photos aériennes de l'IGN pour la période actuelle (1950 à aujourd'hui).

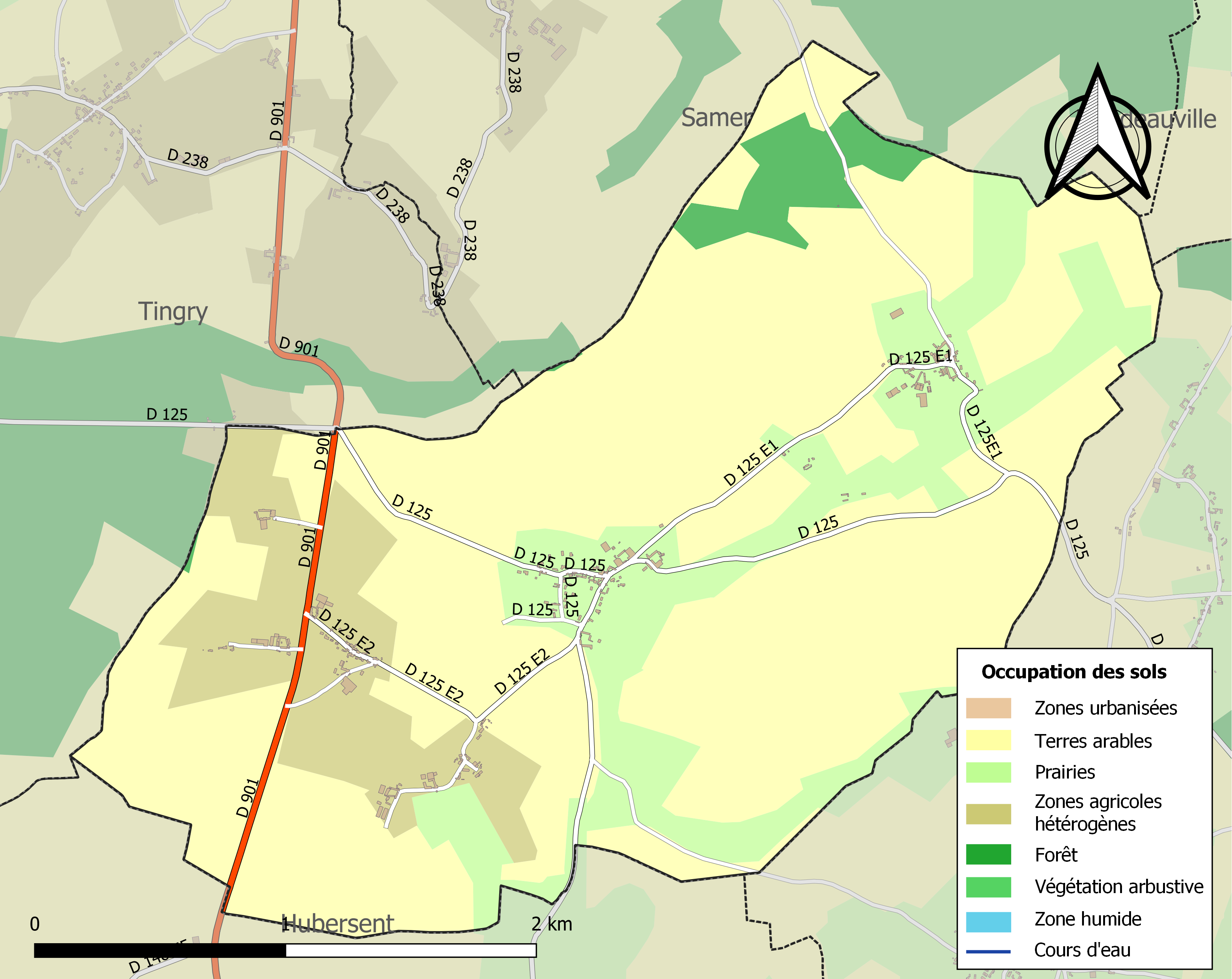
Carte des infrastructures et de l'occupation des sols de la commune en 2018 (CLC).

## Toponymie
Le nom de la localité est seulement attesté sous la forme Lacres dans les chartes de Samer en 1173 (le nom n'a pas changé depuis le moyen âge).
Ernest Nègre avance pour origine toponymique, peut-être l'oïl, plus précisément du normand : l'acre, « mesure agraire » ; quand bien même que ce mot ait été employé en dehors de la Normandie et que le -s final, qui apparaît dès le XIIe siècle, est adventice.
Robert Fossier avance l'hypothèse du germanique acker « champ ». Ce toponyme provient de l'agglutination du préfixe l' et du francique akr.

## Histoire
La voie romaine allant d'Amiens à Boulogne-sur-Mer ou via Agrippa de l'Océan passait par deux hameaux de l'ancienne Lacres : Fashurne et Beauvoie.

## Politique et administration

### Découpage territorial
La commune se trouve dans l'arrondissement de Boulogne-sur-Mer du département du Pas-de-Calais.

#### Commune et intercommunalités
La commune est membre de la communauté de communes de Desvres - Samer qui regroupe 31 communes et compte 23 221 habitants en 2021.

#### Circonscriptions administratives
La commune est rattachée au canton de Desvres.

#### Circonscriptions électorales
Pour l'élection des députés, la commune fait partie de la cinquième circonscription du Pas-de-Calais.

### Élections municipales et communautaires

#### Liste des maires
| Période                                     | Période                       | Identité             | Étiquette | Qualité                                                                     |
| ------------------------------------------- | ----------------------------- | -------------------- | --------- | --------------------------------------------------------------------------- |
| Les données manquantes sont à compléter.    |                               |                      |           |                                                                             |
| mars 2001                                   | mai 2009                      | Henri Malliard       |           | Démissionnaire                                                              |
| 28 juin 2009                                | octobre 2024 démissionnaire   | Jean-Pierre François |           | Logisticien Réélu pour le mandat 2014-2020, Réélu pour le mandat 2020-2026, |
| Élections prévues les 8 et 15 décembre 2024 | En cours (au 29 octobre 2024) |                      |           |                                                                             |

## Population et société

### Démographie
Les habitants sont appelés les Lacrois.

#### Évolution démographique
L'évolution du nombre d'habitants est connue à travers les recensements de la population effectués dans la commune depuis 1793. Pour les communes de moins de 10 000 habitants, une enquête de recensement portant sur toute la population est réalisée tous les cinq ans, les populations de référence des années intermédiaires étant quant à elles estimées par interpolation ou extrapolation. Pour la commune, le premier recensement exhaustif entrant dans le cadre du nouveau dispositif a été réalisé en 2007.

En 2022, la commune comptait 249 habitants, en évolution de −0,8 % par rapport à 2016 (Pas-de-Calais : −0,72 %, France hors Mayotte : +2,11 %).
| 1793 | 1800 | 1806 | 1821 | 1831 | 1836 | 1841 | 1846 | 1851 |
| ---- | ---- | ---- | ---- | ---- | ---- | ---- | ---- | ---- |
| 290  | 270  | 279  | 313  | 342  | 347  | 330  | 337  | 335  |

| 1856 | 1861 | 1866 | 1872 | 1876 | 1881 | 1886 | 1891 | 1896 |
| ---- | ---- | ---- | ---- | ---- | ---- | ---- | ---- | ---- |
| 323  | 338  | 358  | 342  | 346  | 358  | 345  | 359  | 330  |

| 1901 | 1906 | 1911 | 1921 | 1926 | 1931 | 1936 | 1946 | 1954 |
| ---- | ---- | ---- | ---- | ---- | ---- | ---- | ---- | ---- |
| 341  | 331  | 288  | 275  | 304  | 276  | 244  | 274  | 245  |

| 1962 | 1968 | 1975 | 1982 | 1990 | 1999 | 2006 | 2007 | 2012 |
| ---- | ---- | ---- | ---- | ---- | ---- | ---- | ---- | ---- |
| 225  | 211  | 194  | 193  | 190  | 161  | 211  | 218  | 246  |

| 2017 | 2022 | - | - | - | - | - | - | - |
| ---- | ---- | - | - | - | - | - | - | - |
| 247  | 249  | - | - | - | - | - | - | - |

#### Pyramide des âges
En 2018, le taux de personnes d'un âge inférieur à 30 ans s'élève à 39,7 %, soit au-dessus de la moyenne départementale (36,7 %). À l'inverse, le taux de personnes d'âge supérieur à 60 ans est de 19,1 % la même année, alors qu'il est de 24,9 % au niveau départemental.
En 2018, la commune comptait 121 hommes pour 126 femmes, soit un taux de 51,01 % de femmes, légèrement inférieur au taux départemental (51,50 %).
Les pyramides des âges de la commune et du département s'établissent comme suit.
| Hommes | Classe d’âge | Femmes |
| ------ | ------------ | ------ |
| 0,0    | 90 ou +      | 2,4    |
| 4,1    | 75-89 ans    | 4,8    |
| 15,7   | 60-74 ans    | 11,1   |
| 20,7   | 45-59 ans    | 19,0   |
| 22,3   | 30-44 ans    | 20,6   |
| 19,0   | 15-29 ans    | 13,5   |
| 18,2   | 0-14 ans     | 28,6   |

| Hommes | Classe d’âge | Femmes |
| ------ | ------------ | ------ |
| 0,5    | 90 ou +      | 1,6    |
| 5,6    | 75-89 ans    | 8,9    |
| 16,7   | 60-74 ans    | 18,1   |
| 20,2   | 45-59 ans    | 19,2   |
| 18,9   | 30-44 ans    | 18,1   |
| 18,2   | 15-29 ans    | 16,2   |
| 19,9   | 0-14 ans     | 17,9   |

## Culture locale et patrimoine

### Lieux et monuments
- L'église Saint-Martin.

- Le monument aux morts[45].

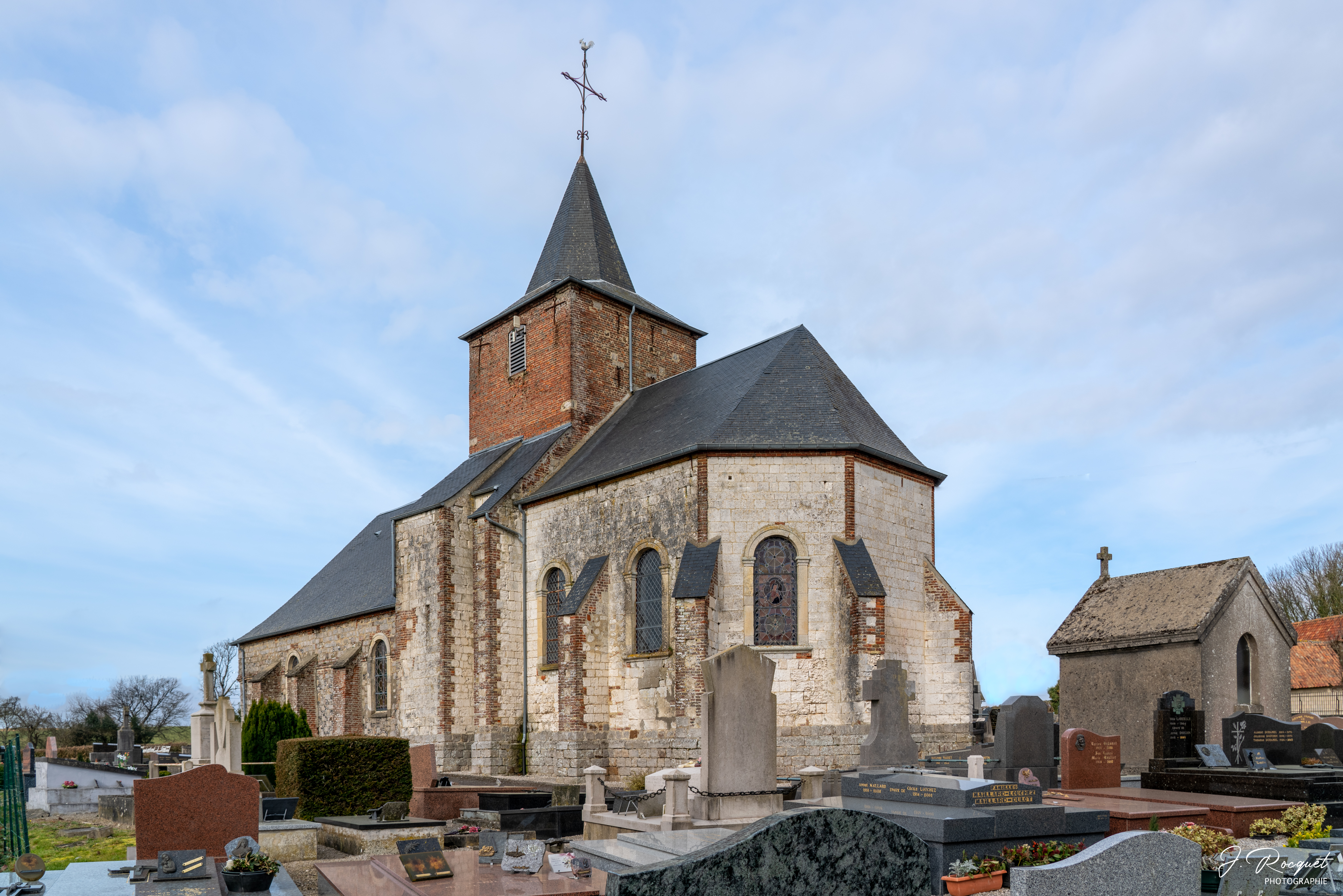
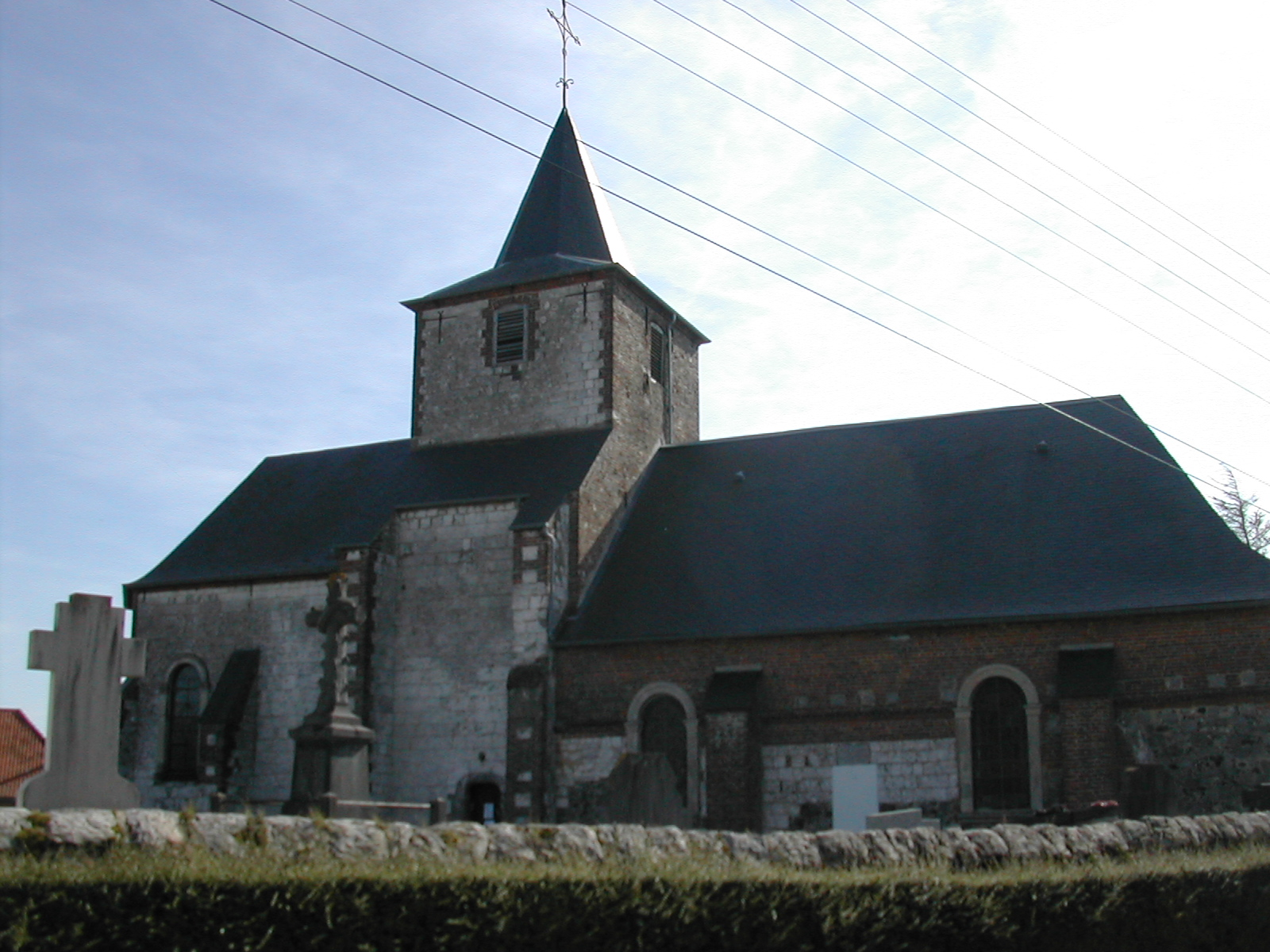
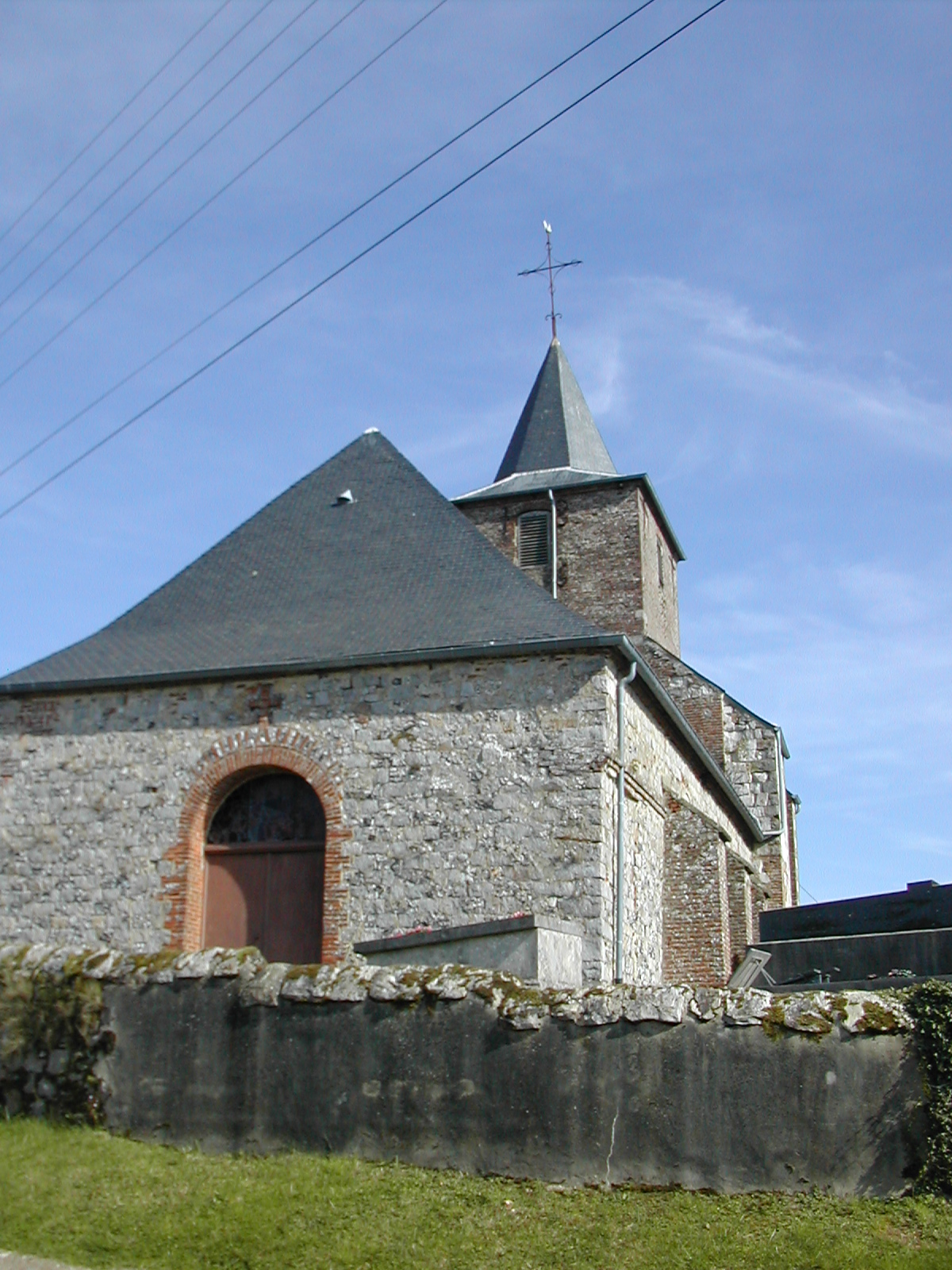
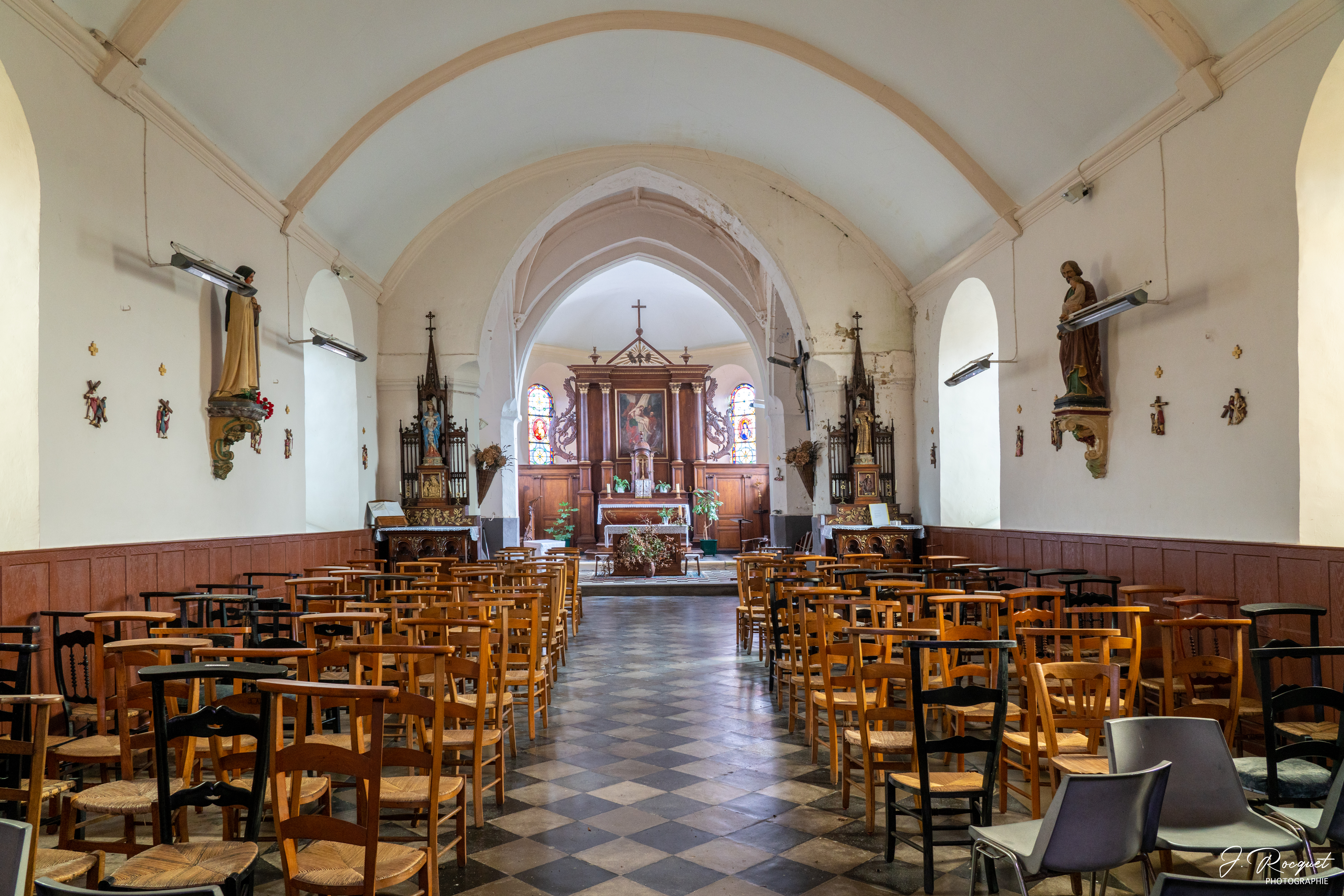
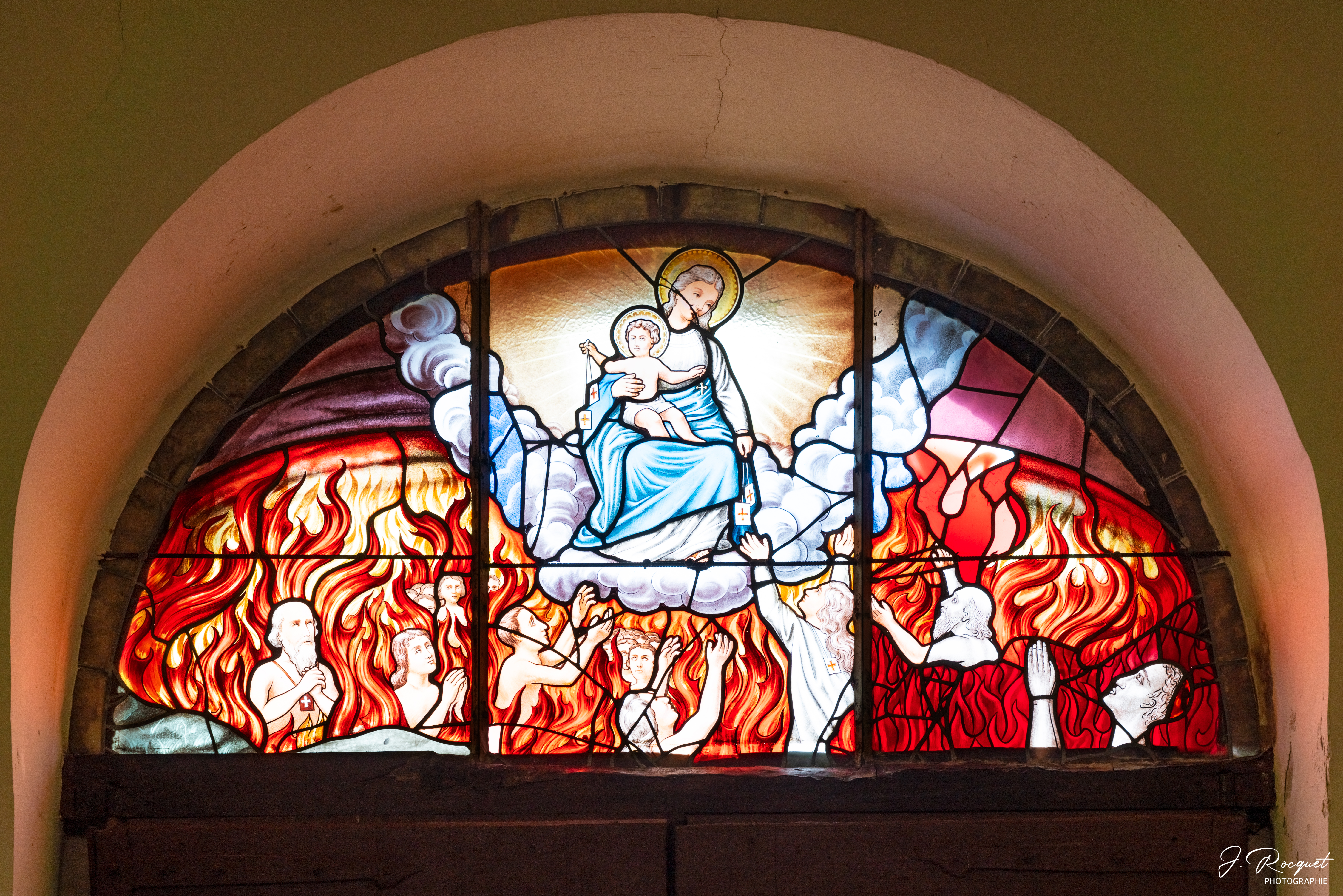
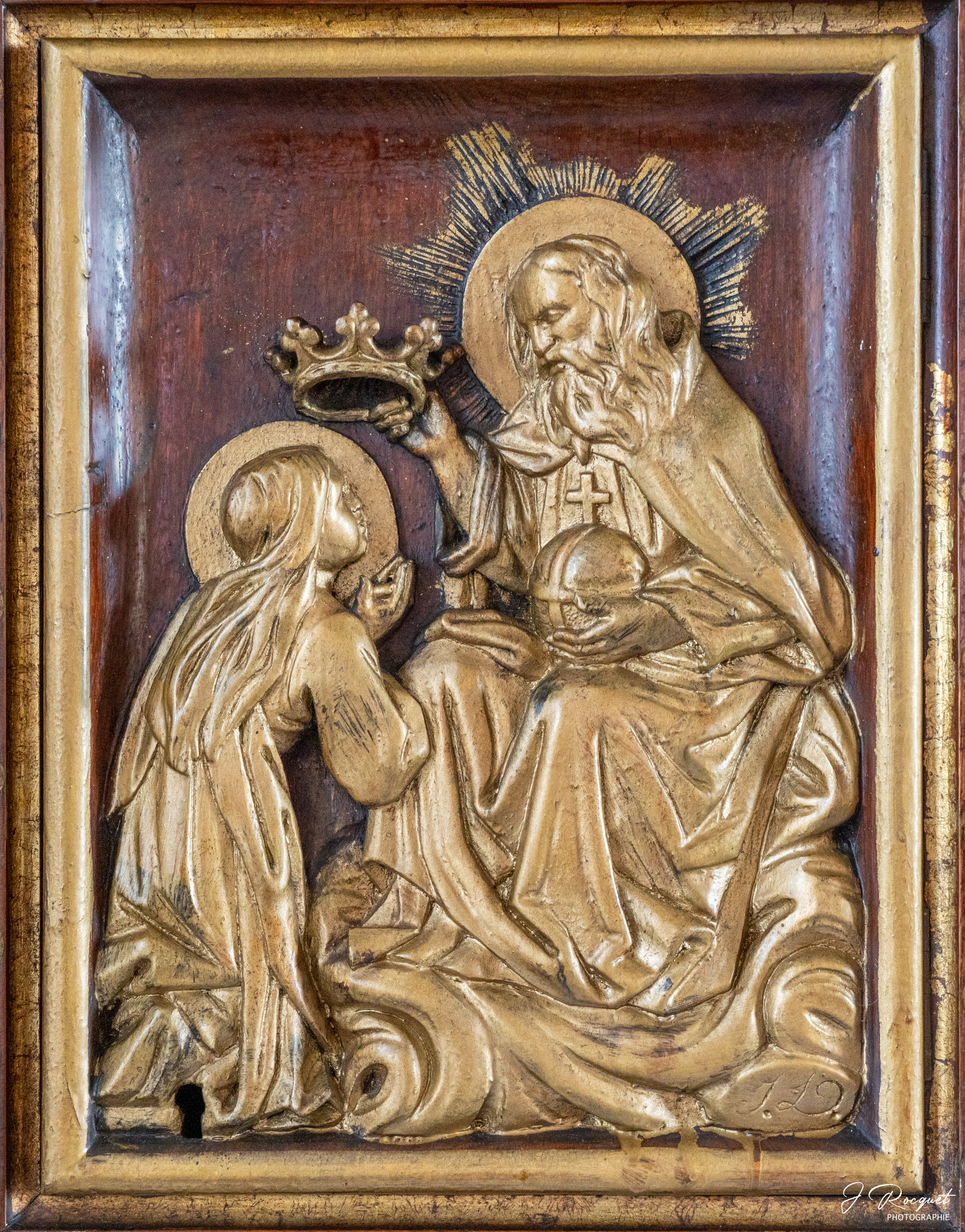

- Dans le cimetière de l'église se trouvent trois tombes de guerre du Commonwealth. Il s'agit de trois private du Royal Army Medical Corps tombés au combat le 1er juin 1917, pendant la Première Guerre mondiale.

### Héraldique
| Blason de Lacres | Blason  | D'argent aux trois aigles de gueules, becquées et membrées d'azur. |
| Blason de Lacres | Détails | La commune relève les armes de son dernier seigneur : Louis-Alexandre, vicomte du Tertre (famille connue dès le XIVe siècle en Artois et Boulonnais), décédé en émigration à Brunswick en 1798. Le statut officiel du blason reste à déterminer. |

## Pour approfondir

#### Bases de données, dictionnaires et encyclopédies
- Ressources relatives à la géographie :   - Insee (communes)
  - Ldh/EHESS/Cassini
- Ressource relative à plusieurs domaines :   - Annuaire du service public français
- Notices d'autorité :   - BnF (données)